# Jovita
Jovita é um município da província de Córdova, na Argentina.